# 御所町 (奈良県)

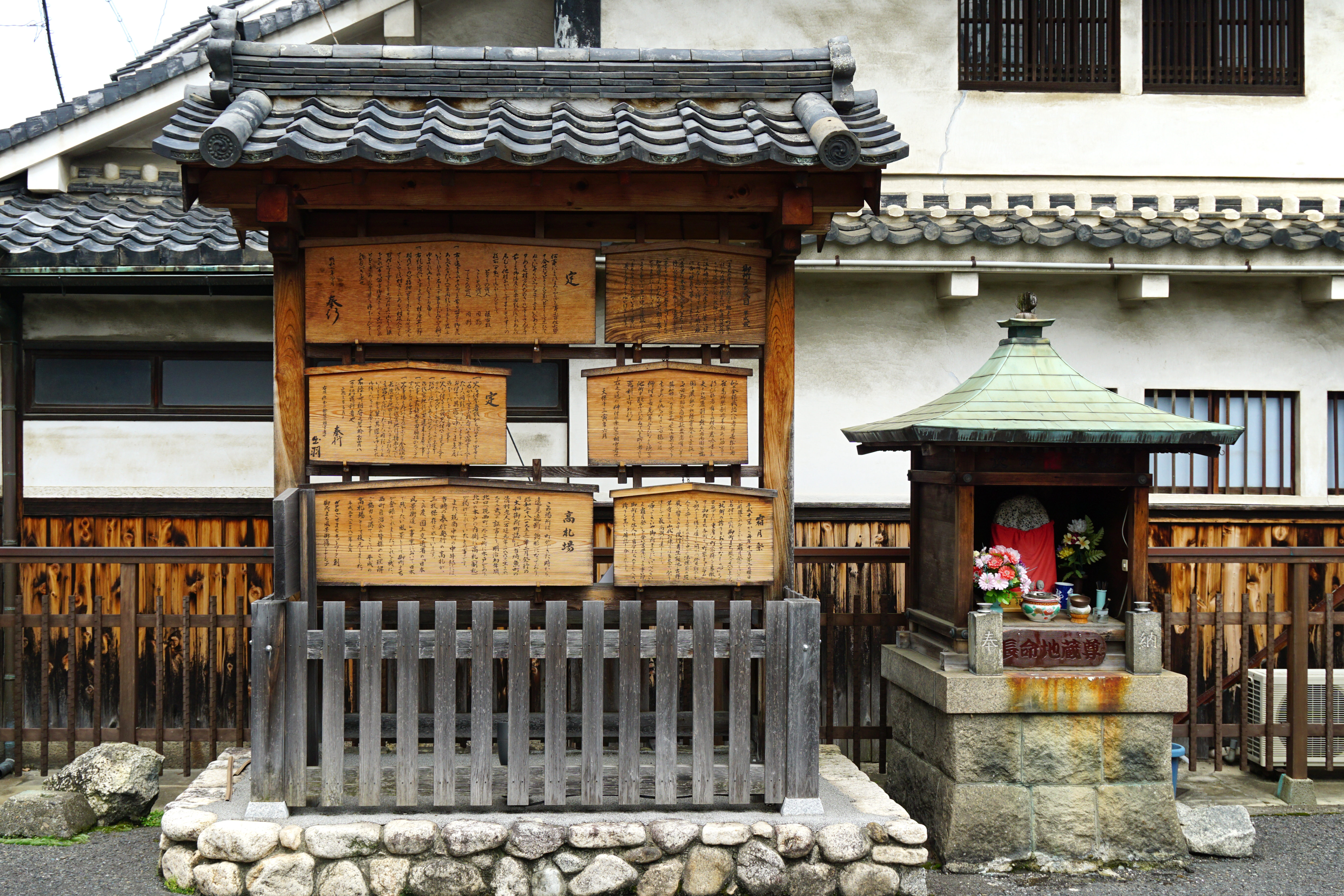
高札場

御所町（ごせちょう）は奈良県北西部、南葛城郡に属していた町。現在の御所市中心部から北東部の一帯。中心市街地は江戸時代の町並みが全国的に見ても良好に残され、重要伝統的建造物群保存地区（重伝建）の価値があると指摘されているが、御所市の財政事情などから選定は実現されていない。

## 歴史
- 1889年（明治22年）4月1日 - 町村制の施行により、葛上郡御所町が発足。
- 1897年（明治30年）4月1日 - 所属郡を南葛城郡に変更。
- 1954年（昭和29年）1月1日 - 秋津村を編入。
- 1955年（昭和30年）2月1日 - 掖上村を編入。
- 1958年（昭和33年）3月31日 - 葛村、大正村、葛上村と合併し、御所市発足。同日御所町および南葛城郡消滅。

## 主な文化財
- 中井家住宅（国の登録有形文化財）
- 高札場 - 国の「日本風景街道」事業で復元

## 交通

### 鉄道路線
- 日本国有鉄道
  - 和歌山線
    - 御所駅 - 掖上駅

- 近畿日本鉄道
  - 御所線
    - 近鉄御所駅

### 道路
- 一級国道24号（現：国道24号）